# Hagelslag
Hagelslag (pronunție în neerlandeză [ˈɦaːɣəlˌslɑx]pronunție în neerlandeză [ˈɦaːɣəlˌslɑx]) sunt bastonașe mici, alungite, dulci de ciocolată, care se presară de obicei pe felii de pâine cu unt sau rondele de pâine. Numele se referă la grindină, hagelslag însemnând în neerlandeză furtună cu grindină.

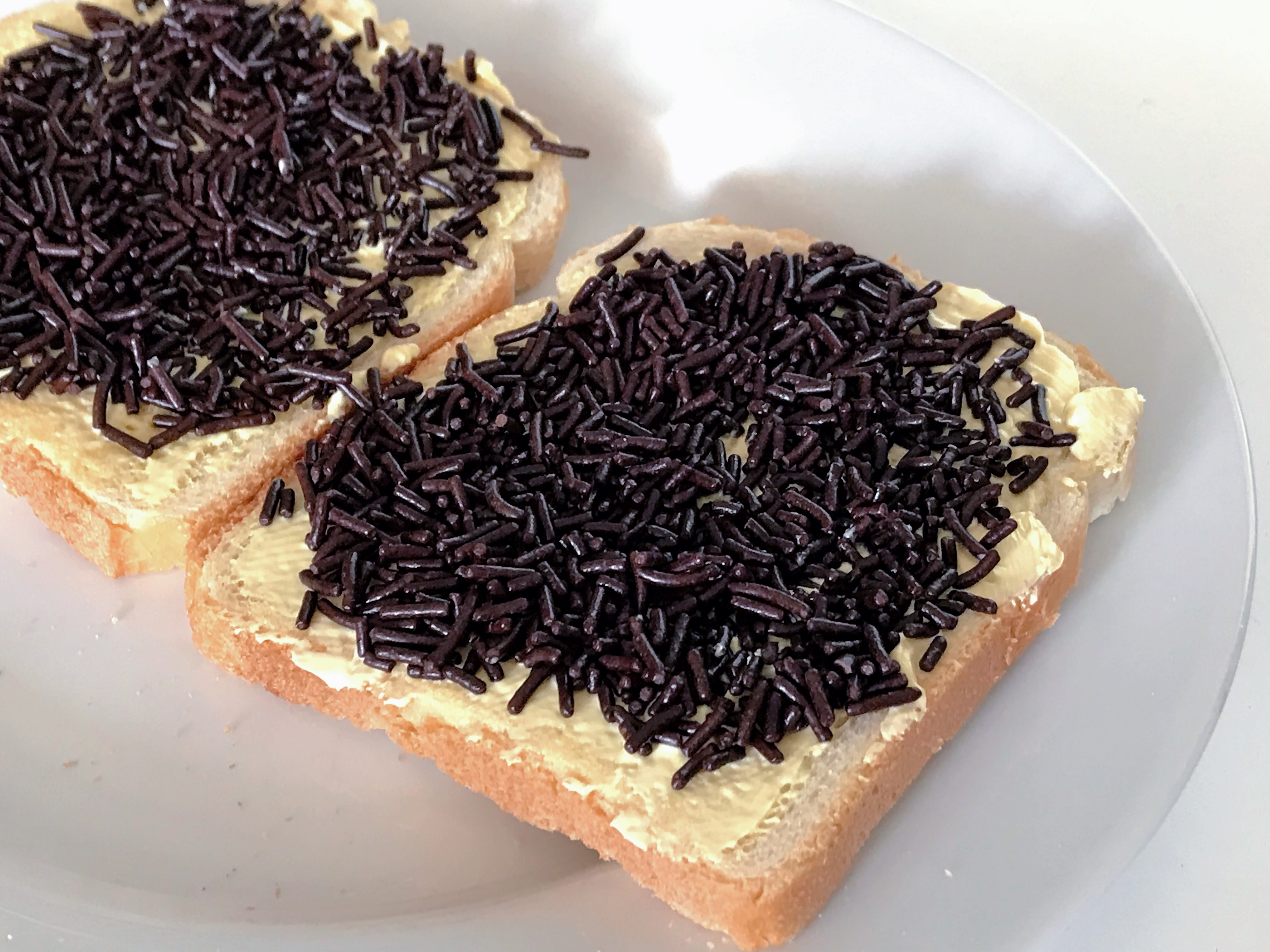
Bastonașe de ciocolată neagră presărate pe pâine unsă cu unt

Hagelslag este consumat în mod tradițional de olandezi la micul dejun sau la prânz. Hagelslag poate fi greu de găsit în alte țări, cu excepția Surinamului, Belgiei, fostelor Antile Olandeze și Indoneziei (toate acestea sunt foste colonii olandeze), unde se poate cumpăra Hagelslag în magazine. În acele regiuni, clienții folosesc în general Hagelslag pentru a decora deserturi și prăjituri. Hagelslag este, de asemenea, disponibil în comunitățile etnice olandeze din Noua Zeelandă, cum ar fi Foxton în Manawatū, unde este disponibil pe scară largă.
O altă variantă este hagelslag vlokken ("fulgi de Hagelslag"), fulgi de ciocolată pentru presărat pe sandvișuri. Există și alte arome de Hagelslag, cum ar fi chocoladehagelslag (ciocolată) și vruchtenhagel (fructe) și chiar milkchocoladehagelslag . 
Cea mai cunoscută companie producătoare de hagelslag din Țările de Jos este De Ruijter, fondată în anul 1860.